# Gåxsjö landskommun
Gåxsjö landskommun var en kommun i Jämtlands län.

## Administrativ historik
Kommunen bildades år 1893 genom en utbrytning ur Hammerdals landskommun. Vid kommunreformen 1952 återförenades Gåxsjö med Hammerdal. Sedan 1974 ingår området i Strömsunds kommun.

## Politik

### Mandatfördelning i valen 1938-1946
| 8 | 10 |

| 18 |

| 9 | 9 |

| 18 |

| 9 | 3 | 6 |

| 18 |